# 顧建綱
顧建綱（英語：Kenneth Koo，1960年—），香港航运业企业家，TCC集团主席和总裁，2009年至2011年曾任香港船东会主席。

## 生平
1960年生于香港，祖籍浙江镇海县，今属宁波市北仑区。香港航运巨头顾国华之长子。外祖父为日本零售业巨擘张明为。早年在美国就学。1983年毕业于美国加州圣地亚哥大学获得文学士。毕业后即加入家族航运企业。
1996年，成为美國船級社技术委员。同年成为法國船級社亚洲及澳洲委员会委员、國際獨立油輪船東協會理事會理事。1997年，成为美國船級社东南亚委员会委员。同年成为國際海運聯盟理事會理事。
2003年，成为英國不列颠保赔協會委員會委員。2005年，加入香港航運發展局。同年成为香港海事博物館基金會理事。2008年成为美国圣地亚哥大学商学院顾问。
2010年，成为香港理工大學咨詢委員會委員、物流及航運學系咨詢委員會主席。

## 荣誉
- 2000年获选香港海運協會榮譽主席[3]
- 2009年，获委任为香港物流管理人員協會榮譽顧問[3]
- 2009年至2011年，香港船东会主席
- 香港城市大學荣誉院士
- 中国浙江省政协委员[6]
- 宁波大学兼职教授[7]

## 事故
- 顾建纲，CWM50专业成员、工银理财董事长，CWM50银行理财论坛动态，2019年7月11日 （页面存档备份，存于）
- 工银理财董事长顾建纲：银行理财要提升投研风控创新三项能力， 广州日报大洋网，2020年12月14日
- 顾建纲已正式辞去其工银理财董事长一职，新浪金融研究院，2020年12月21日 （页面存档备份，存于）
- 香港泰昌祥集团主席兼总裁顾建纲先生访问上海海事大学，上海海事大学